# Société du chemin de fer sicilien occidental
 (septembre 2021).
Si vous disposez d'ouvrages ou d'articles de référence ou si vous connaissez des sites web de qualité traitant du thème abordé ici, merci de compléter l'article en donnant les références utiles à sa vérifiabilité et en les liant à la section « Notes et références ».
La Société du chemin de fer sicilien occidental (italien : Società della Ferrovia Sicula Occidentale), abrégé FSO, a été créée en 1878 pour construire une ligne de chemin de fer entre Palerme, Marsala et Trapani.

## Histoire

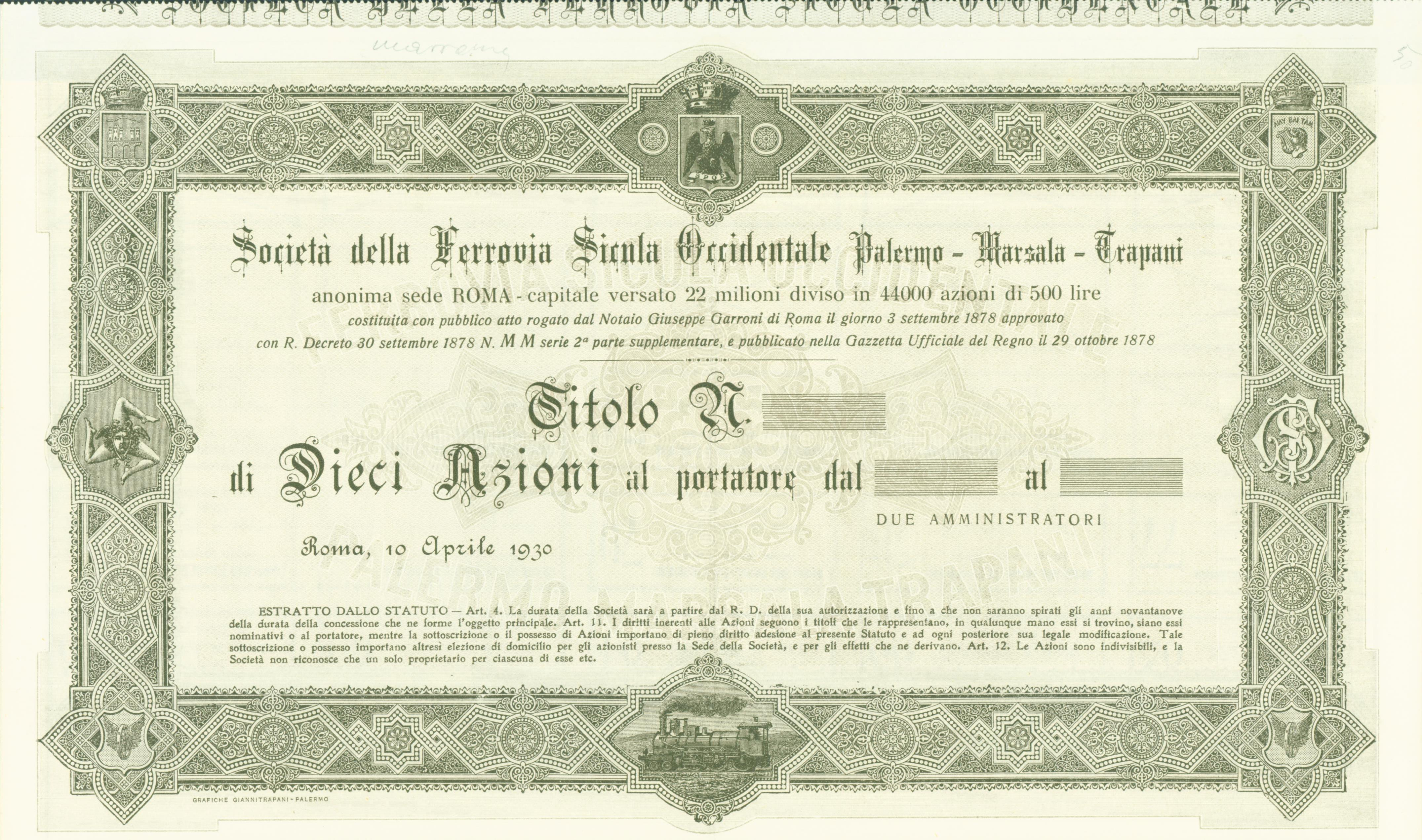
Action de la Soc. della Ferrovia Sicula Occidentale en date du 10 Avril 1930

La société a été constituée à Rome par acte notarié du 3 septembre 1878 avec un capital libéré de 22 millions de lires divisé en 44 000 actions. Il a obtenu l'agrément du gouvernement par arrêté royal du 30 septembre de la même année, construisant et inaugurant la première liaison ferroviaire entre les deux villes de Palerme et Trapani en 1881. Les travaux ont commencé avec l'ouverture, le 1er juin 1880, du premier tronçon de la nouvelle gare de Palermo Lolli (remplacée plus tard par la gare de Palermo Notarbartolo) à Partinico. Un mois plus tard, l'entreprise inaugure le tronçon au sud reliant Trapani à Castelvetrano. En mars 1881, il reliait Partinico à Castellammare del Golfo et enfin, le 5 juin 1881, l'ensemble du parcours fut achevé avec l'activation de la section centrale de Castellammare del Golfo - Castelvetrano. En 1882, la société construisit la liaison de Palermo Lolli au Bivio Madonna dell'Orto, (plus récemment appelé Bivio Marittima, pour le port de Palerme). Celui-ci était relié au chemin de fer calabrais-sicilien, mais la connexion n'était utilisée que pour le trafic de marchandises. En 1884, la société est inscrite sur la liste officielle de la bourse de Milan.

## Locomotives
L'entreprise commanda 14 locomotives à vapeur à Reale Opificio di Pietrarsa, livrés entre 1880 et 1885 et numérotés de 1 à 20. En 1886, Ansaldo fournit les locomotives 35 et 36 et, entre 1891 et 1895, livra 6 autres unités similaires au groupe 1-20. Par la suite, Ansaldo fournit en 1901 la dernière unité, le numéro 37, similaire aux 35 et 36.

## Nationalisation
La société a exploita la ligne Palerme - Trapani via Castelvetrano jusqu'au 1er août 1907, date à laquelle elle fut incorporée aux chemins de fer italiens (FS). Sur le groupe de locomotives 1-20, 16 unités étaient enregistrées en tant que classe FS 385, tandis que les trois unités du groupe 35-37 étaient enregistrées en tant que classe FS 388.